# Карамелето (Бјела)
Карамелето је насеље у Италији у округу Бијела, региону Пијемонт.
Према процени из 2011. у насељу је живело 23 становника. Насеље се налази на надморској висини од 781 м.